# Willi Remer
Paul Friedrich Willi Remer oder Ernst Friedrich Willi Remer (* 27. Juli 1908 in Rostock; † 9. Juli 1947 in Wittstock/Dosse) war ein deutscher Moderner Fünfkämpfer.

## Familie
Willi Remer wurde geboren als vorehelich gezeugter Sohn des Rostocker Schmieds Ernst (Friedrich Wilhelm) Remer und dessen Frau Berta (Frieda Marie), geb. Sandhof, Tochter eines Hamburger Bürstenbinders. Als Remer 1936 in Berlin-Wilmersdorf Ella Charlotte Mertinkat (* 1911) heiratete, lebte sein Vater (einer der Trauzeugen) inzwischen als Schmiedemeister in Sewekow [Kr. Ostprignitz].

## Karriere
Remer nahm als einer von drei deutschen Athleten im Modernen Fünfkampf bei den Olympischen Sommerspielen 1932 in Los Angeles teil. Mit seinem 5. Platz war er der beste Deutsche im Modernen Fünfkampf.
Wie Konrad Miersch, der ebenfalls an den Spielen in Los Angeles teilnahm, arbeitete Remer als Polizist in Berlin. Er trat der SS bei (SS-Nummer 267.319) und arbeitete für die Gestapo in Berlin und Oslo. Er erreichte zum 30. Januar 1944 den Rang eines SS-Hauptsturmführers.